# Hermann Wolters
Hermann Wolters (* 25. Mai 1910 in Bremen; † 24. Oktober 1974 in Bremen) war ein deutscher Politiker (KPD/SPD) und Bremer Senator.

## Biografie
Nach Abschluss der Realschule durchlief Wolters eine Ausbildung als kaufmännischer Angestellter. Danach fuhr er eine kurze Zeit als Matrose zur See. Er wurde 1929 Mitglied des Kommunistischen Jugendverbandes und 1930 der KPD. Er war Reichsjugendführer der KPD für die Gruppe der Seeleute, Hafenarbeiter und Binnenschiffer. Anfang 1933 – in der Zeit des Nationalsozialismus – kämpfte er in Hamburg unter dem Decknamen „Bruns“ in der illegalen Gruppe des „Roten Marinesturms“ gegen die NSDAP. Er wurde verhaftet und wegen „Hochverrats“ verurteilt. Erst 1943 (andere Quelle: 1939) wurde er aus dem Zuchthaus und dem Konzentrationslager entlassen; er arbeitete anschließend bis 1944 bei den Borgward-Werken. 1944 – nach erneuter Verhaftung und Flucht – hielt er sich bis zum Ende des Zweiten Weltkrieges illegal in Bremen auf. Er begründete noch vor Kriegsende eine Kampfgemeinschaft gegen den Faschismus (KGF), in deren Vorstand er wirkte.
Schon Ende April 1945 nahmen er und Adolf Ehlers Kontakte zu der amerikanischen Militärregierung auf. Bereits im Mai 1945 war er Mitbegründer der KPD in Bremen. Von der Militärregierung wurde er – noch als Mitglied der KPD – am 6. Juni 1945 zum Senator für Ernährung und Arbeitseinsatz ernannt. Am 23. April 1946 rief er in einer Rede vor dem Volkshaus zum Wiederaufbau der Stadt Bremen auf. Als Reaktion auf die Entwicklung in der Sowjetischen Besatzungszone und insbesondere auf die Zwangsvereinigung von SPD und KPD traten er und Adolf Ehlers am 16. Mai 1946 zur SPD über mit Begründung:
„Die Demokratie wird in der KPD mit Füßen getreten und selbstständig denkende Kommunisten wird ein Schweigegebot auferlegt, weil sie versuchen, innerhalb der Partei für eine Politik einzutreten, die nach ihrer ehrlichen Auffassung den Interessen der deutschen Arbeiter entspricht. […] Die KPD führt eine Politik der mechanischen Übertragung politische Direktiven, die unvereinbar sind mit den Grundsätzen einer selbstständigen sozialistischen Politik.“
1946 wurde er in den Senaten unter Führung von Wilhelm Kaisen Senator für Ernährung und Arbeitseinsatz, dann für Häfen, Schifffahrt, Wirtschaft und Arbeit, ab 1948 Senator für Wirtschaft und Arbeit und zusätzlich von 1949 bis 1951 Senator für Ernährung und Landwirtschaft. Wiederum ab 1951 bis 1958 war er Senator für Wirtschaft. Sein Nachfolger wurde Senator Karl Eggers (SPD).
Wolters trat als Senator zurück, da er unter auch später nicht geklärten Umständen in eine Schlägerei, vermutlich in einem Bonner Rotlichtbezirk, verwickelt war.
Ab Januar 1959 war er Bevollmächtigter des Bremer Holzhändlers Hermann Krages und leitete die Arbeitsgemeinschaft Selbständige in der SPD.

## Familie
Hermann Wolters war verheiratet mit der Schauspielerin Helene Tabery. Seine Tochter Ursula war die langjährige Lebenspartnerin und Ehefrau von Filmregisseur Dieter Wedel.

## Ehrungen
In Bremen-Strom wurde die Senator-Wolters-Straße nach ihm benannt.